# Festival Ceba Negra
El Festival Ceba negra és un festival de true crime i crònica negra que se celebra a Figueres des de l'any 2022.
Organitzat per Jacint Casademont, Xavi Gorro i Francesc Llopis (Franchu).
Durant les jornades, que es fan a La Cate, s'organitzen xerrades i activitats relacionades amb el gènere. També s'otorga el guardó Fulla Negra que ha tingut els següents guanyadors:
- 2022 Narcís Bardalet
- 2023 Tura Soler
- 2024 Bruno Pérez[3][4]
- 2025 Jordi Grau